# Vuile huichelaar
Vuile huichelaar is een single van de Nederlandse zangeres Renée de Haan uit 1988. Het stond in hetzelfde als eerste track op het album Recht uit 't hart, waar het de eerste single van was.

## Achtergrond
Vuile huichelaar is geschreven en geproduceerd door Aad Klaris. Het is een levenslied waarin de zangeres zingt over haar geliefde die vreemd is gegaan. Op het moment dat de zangeres dit nummer uitbracht was zij een gescheiden vrouw. B-kant van de single is Amsterdam, het tweede nummer op de tracklist van Recht uit 't hart.

## Hitnoteringen
Het lied stond in Nederland in meerdere hitlijsten. In Nationale Hitparade kwam het tot de 24e plaats. Het stond in totaal zeventien weken in de lijst. De piekpositie in de Top 40 was de 32e plaats en het was vijf weken in de Top 40 te vinden.